# The Rebbie Jackson Collection
A The Rebbie Jackson Collection Rebbie Jackson amerikai énekesnő negyedik albuma és első válogatásalbuma. 1996-ban jelent meg, csak Európában, ahol Jackson népszerű lett a kevéssé ismert dalokat újrafelfedező rare groove irányzat kedvelői közt. Az albumon Jackson legnagyobb slágere, a Centipede kivételével többnyire lassú vagy közepes tempójú dalok, és nem az énekesnő legismertebb vagy legsikeresebb dalai szerepelnek. CD formátumban egyedül itt jelent meg az Eternal Love című dal, ami az A Fork in the Road kislemez B oldalas száma volt.

## Számlista
| #   | Cím                      | Szerzők                                             | Hossz |
| --- | ------------------------ | --------------------------------------------------- | ----- |
| 1.  | This Love is Forever     | E. Collins, Rebbie Jackson, D. Conley, D. Townshend | 4:39  |
| 2.  | Friendship Song          | J. Thompson, D. Conley, G. Lennon                   | 4:32  |
| 3.  | Eternal Love             |                                                     | 4:17  |
| 4.  | Open Up My Love          |                                                     | 4:10  |
| 5.  | Always Wanting Something | Tito Jackson, Vassal Benford                        | 4:24  |
| 6.  | Ready for Love           |                                                     | 3:00  |
| 7.  | Hey Boy                  | Tito Jackson, Dee Dee Jackson, Mike McKinney        | 4:30  |
| 8.  | A Fork in the Road       | Smokey Robinson, Pete Moore, Ronnie White           | 3:43  |
| 9.  | Tonight I’m Yours        | V. Benford, Rebbie Jackson, L. Brantley             | 4:04  |
| 10. | Sweetest Dreams          | J. Thompson, G. Lennon, R. Williams                 | 4:07  |
| 11. | Centipede                | Michael Jackson                                     | 4:25  |